# Aetosauria
Az Aetosauria (nevének jelentése ’sasgyíkok’) a késő triász időszak idején élt crurotarsida archosaurusok egyik kládja, melybe közepes és nagy méretű páncélozott növényevők tartoztak. Jelenleg három alcsoportjuk ismert; a Desmatosuchinae, a Aetosaurinae és a Typothoracisinae alcsaládok, melyeket elsősorban a csontlemezeik morfológiája alapján különböztetnek meg.

## Anatómia
A koponyájuk a testükhöz mérten aránylag kicsi, és elég egyedi formájú; elöl lapos és tompa, a disznóéra hasonlít. Véső formájú fogaik kicsik és levélszerűek, növényevő életmódhoz alkalmazkodtak, viszont az ékszerű fogak és a keratin pofarész, melyet legalább egy faj esetében feljegyeztek, kolóniákban élő rovarok fogyasztására utalnak. A koponya vizsgálata alapján megállapítható, hogy az aetosaurusok közeli rokonságban álltak a crocodylomorphákkal.
A rauisuchiákhoz hasonló oszlopszerű lábaik voltak, a lábak kezdetleges jellemzői azonban a phytosaurusokra emlékeztetnek. A mellső lábaik jóval kisebbek voltak, mint a hátsók. Egyébiránt a crurotarsikra (a rauisuchiákra, illetve a krokodilokra) jellemző testtel, és nagy méretű, erőteljes farokkal rendelkeztek. Az aetosaurusok valamennyi képviselője négy lábon járó állat volt.
Ezek az állatok súlyos páncélzatot viseltek (ami valószínűleg a ragadozók elleni védekezésül szolgált), nagy négyszög alakú összekötő csontlemezekkel vagy osteodermákkal, melyek a hátukat, az oldalukat, a hasukat és a farkukat védték. Az élő állatok lemezeit feltehetően szaruréteg borította.
Kezdetleges nemeik, például a nori korszakban elterjedt Aetosaurus és a karni korszakban élt Coahomasuchus kicsik, nagyjából egy méteresek voltak. A jóval fejlettebb képviselőik, például a Typothorax és a Paratypothorax azonban nagyobb, körülbelül 3 méter széles, teknősszerű testtel rendelkeztek, míg a valamivel keskenyebb Desmatosuchus, melynek védelmét a vállain viselt tüskék erősítették, elérte az 5 méteres hosszúságot.

## Életmód
Egyes aetosaurusok fészket építettek a tojásaik védelmére. 1996-ban egy geológus, Stephen Hasiotis felfedezett néhány 220 millió éves, fosszilizálódott mélytányérszerű fészket az Arizona állambeli Megkövült Erdő (Petrified Forest), Chinle Formációhoz tartozó részén. Az eddig talált legrégebbi hasonló fészkek a phytosaurusokhoz és az aetosaurusokhoz tartoznak. A fészkek tömörek, és úgy tűnik hogy nagyon hasonlítanak a ma élő krokodilokéra, melyeket ezek az állatok őriznek is. A fészkeket egy ősi folyó homokpadjában ásták ki.

## Elterjedés
Az aetosaurusok fosszilis maradványait Skócia, Németország, Görögország, Argentína és Madagaszkár területén, valamint az Amerikai Egyesült Államok délnyugati és keleti részén is megtalálták. Mivel a páncélzatukat alkotó lemezek gyakran megőrződtek, és földrajzilag eléggé elterjedtek egy aránylag szűk sztratigráfiai időszakon belül, fontos késő triász időszaki korjelző fosszíliaként szolgálnak.

## Osztályozás
W. G. Parker 2007-es cikke alapján:
- AETOSAURIA rend
  - STAGONOLEPIDIDAE család
    -       - Acompsosaurus nem
      - Chilenosuchus nem
      - Ebrachosaurus nem
      - Stegomus nem

    - Desmatosuchinae alcsalád
      - Longosuchus nem
      - Lucasuchus nem
      - Aceanasuchus nem
      - Desmatosuchus nem

    - Aetosaurinae alcsalád
      - Coahomasuchus nem
      - Neoaetosauroides nem
      - Aetosaurus nem
      - Aetosauroides nem
      - Stagonolepis nem

    - Typothoracisinae alcsalád
      - Redondasuchus nem
      - Typothorax nem

    - Paratypothoracisini nemzetség
      - „Desmatosuchus” chamaensis
      - Paratypothorax andressorum

## Nemek
| Nem                 | Státusz                      | Időszak     | Lelőhely                          | Megjegyzés | Kép |
| ------------------- | ---------------------------- | ----------- | --------------------------------- | --- | --- |
| - †Acaenasuchus     | érvényes                     | késő triász | - Észak-Amerika                   | Egy növényevő stagonolepidida aetosaurus, melyet tüskés lemezek védtek. |     |
| - †Acompsosaurus    | nomen dubium (kétséges név). | késő triász | - Észak-Amerika                   | Nevének jelentése 'erős gyík'. Feltehetően a Stagonolepis fiatal szinonimája. |     |
| - † Aetosauroides   | fiatal szinonima             |             |                                   | A Stagonolepis fiatal szinonimája. |     |
| - †Aetosaurus       | érvényes                     | késő triász | - Afrika - Európa - Észak-Amerika | Egy kis méretű (1,5 méter hosszúságú), de nehéz páncélzatot viselő, felfelé hajló pofarésszel rendelkező növényevő. Számos faját írták le. Elterjedt volt, a csontváza maradványait Európában és Észak-Amerikában is megtalálták, Madagaszkáron pedig páncélzatának fosszilizálódott darabjai kerültek elő. |     |
| - †Argentinosuchus  | fiatal szinonima             |             |                                   | A Stagonolepis fiatal szinonimája. |     |
| - †Calyptosuchus    | fiatal szinonima             |             |                                   | A Stagonolepis fiatal szinonimája. |     |
| - †Chilenosuchus    | érvényes                     |             |                                   | |     |
| - †Coahomasuchus    | érvényes                     |             |                                   | |     |
| - †Desamatosuchus   | lapsus calami                |             |                                   | A Desmatosuchus lapsus calamija. |     |
| - †Desmatosuchus    | érvényes                     | késő triász | Észak-Amerika                     | |     |
| - †Heliocanthus     | fiatal szinonima             |             |                                   | A Rioarribasuchus lehetséges fiatal szinonimája. |     |
| - †Longosuchus      | érvényes                     | késő triász | Észak-Amerika                     | |     |
| - †Lucasuchus       | érvényes                     |             |                                   | |     |
| - †Neoaetosauroides | érvényes                     |             |                                   | |     |
| - †Paratypothorax   | érvényes                     |             |                                   | |     |
| - †Redondasuchus    | érvényes                     |             |                                   | Lehetséges, hogy nem aetosaurus. |     |
| - †Rioarribasuchus  | érvényes                     |             |                                   | A Heliocanthus lehetséges fiatal szinonimája. |     |
| - †Sierritasuchus   | érvényes                     | késő triász | Észak-Amerika                     | |     |
| - †Stagonolepis     | érvényes                     | késő triász | Európa, Brazília                  | |     |
| - †Stegomus         | érvényes                     | késő triász | Észak-Amerika                     | |     |
| - †Tecovasuchus     | érvényes                     |             |                                   | |     |
| - †Typothorax       | érvényes                     | késő triász | Észak-Amerika                     | |     |